# David Vunagi
Sir David Okete Vuvuiri Vunagi (Samasodu, 5 settembre 1950 – Guadalcanal, 7 marzo 2025) è stato un politico e vescovo anglicano salomonese, governatore generale delle Isole Salomone dal 7 luglio 2019 al 7 luglio 2024. È stato anche arcivescovo della Melanesia dal 2009 al 2015, e prima ancora, vescovo della diocesi delle Temotu.

## Biografia
Vunagi è nato a Samasodu il 5 settembre 1950. Ha studiato alla KGVI Secondary School, dal 1968 al 1973. Ha conseguito un Diploma of Education in Science presso l'Università del Sud Pacifico a Suva nel 1976 e un M.B. di Educazione in Biologia presso l'Università di Papua Nuova Guinea nel 1982. Prima di servire come sacerdote, è stato insegnante presso la scuola governativa del KGVI e presso il Selwyn College della Chiesa di Melanesia. Vunagi ha conseguito un Bachelor of Theology presso il St John's College di Auckland nel 1990. Ha conseguito un Master of Theology presso la Vancouver School of Theology nel 1998.
È stato insegnante al Bishop Patteson Theological College Kohimarama, nelle Isole Salomone, nel 1992.
Vunagi in seguito si è trasferito in Canada, dove è stato viceparroco presso la parrocchia di St. Anselm nella diocesi di New Westminster, Columbia britannica, dal 1996 al 1998.
Tornò poi alle Isole Salomone, dove fu sacerdote nella diocesi di Ysabel. Nel 1999 è tornato a insegnare al Selwyn College, dove era preside. Divenne Segretario della Missione presso la Sede Provinciale della Chiesa di Melanesia, nel 2000. Vunagi fu eletto nello stesso anno Vescovo della Diocesi di Temotu, che rimase fino al 2009. Fu consacrato Vescovo e insediato come terzo Vescovo di Temotu il 6 maggio 2001.
È stato eletto 5º Arcivescovo e Primate della Chiesa della Provincia di Melanesia il 4 marzo 2009, in una commissione elettorale provinciale, tenutasi a Honiara, venendo intronizzato il 31 maggio 2009.
Ha partecipato al Global South Quarto incontro, a Singapore, dal 19 al 23 aprile 2010, ed è stato anche rappresentato alla Global South Conference che ha avuto luogo a Bangkok, dal 18 al 20 luglio 2012.
Ha lasciato l'incarico il 6 settembre 2015, con una cerimonia che si è svolta nella cattedrale di San Barnaba, a Honiara, alla presenza dei nove vescovi della Chiesa anglicana della Melanesia. Gli successe come primate ad interim Nathan Tome, vescovo di Guadalcanal, vescovo anziano della provincia, fino all'elezione del nuovo primate il 12 febbraio 2016.
Nel giugno 2019, è diventato l'unico candidato ad essere il prossimo Governatore generale delle Isole Salomone, il rappresentante vicereale della Regina nel paese, ed è entrato ufficialmente in carica il 7 luglio 2019.

## Vita privata
Era sposato con Mary Vunagi, secondogenita di Sir Bishop Dudley Tuti, e aveva tre figli: Dudley, Rusila e Douglas.